# Pablo Montesino Espartero
Pablo Montesino y Fernández-Espartero (2 de septiembre de 1866 - 3 de noviembre de 1936), también mencionado como Pablo Montesino [sic] Espartero, fue un noble y publicista español. Ostentó los títulos nobiliarios de iii duque de la Victoria y iii conde de Luchana.

## Biografía
Era sobrino-nieto del general Baldomero Espartero e hijo de Cipriano Segundo Montesino. Contrajo matrimonio en enero de 1892 con María del Carmen Angoloti y Mesa.
Destacado antisemita dentro de las huestes monárquicas, fue el responsable de una de las ediciones más destacadas de Los Protocolos de los Sabios de Sión en España en el periodo de entreguerras, publicada en Fax y reeditada en siete ocasiones entre 1932 y 1939. En 1935 publicaría Israel manda, donde aplicaría la conspiración judía al caso español y resaltaría un supuesto control de la masonería y el comunismo por parte de los judíos.
Propietario latifundista en Extremadura junto a su hijo de más de 5000 hectáreas, una de sus fincas fue allanada tras el estallido inmediato de la guerra civil española en 1936. Coronel de Caballería en la reserva, fue arrestado y conducido en agosto a la Checa de Bellas Artes junto a su esposa, siendo posteriormente liberados; nuevamente detenido, sería fusilado el 3 de noviembre de 1936, tras su negativa a servir en el Ejército de la República, siendo sepultado en el cementerio de Aravaca.